# 83 a.C.

## Eventos
- Lúcio Cornélio Cipião Asiático e Caio Norbano Balbo, cônsules romanos.
- Sexto ano da Primeira Guerra Civil da República Romana, entre os optimates de Lúcio Cornélio Sula e os populares, liderados por Cneu Papírio Carbão desde a morte de Cina.
  - Sula desembarca na Itália e derrota Norbano e Quinto Sertório na Batalha do monte Tifata.
- No oriente, Lúcio Licínio Murena provoca Mitrídates VI do Ponto e começa a Segunda Guerra Mitridática.

## Nascimentos
- Marco António
- Júlia Cesaris, filha de Júlio César e de Cornélia Cinila, foi esposa de Pompeu (m. 54 a.C.).